# Giovani arrabbiati
Giovani arrabbiati (Angry Young Men) è un motto giornalistico usato per alcuni commediografi e romanzieri inglesi dalla metà degli anni cinquanta. L'espressione originariamente era usata dai giornali inglesi dopo il successo della commedia Ricorda con rabbia (Look Back in Anger) per descrivere gli scrittori inglesi, sebbene essa derivi dall'autobiografia di Leslie Paul, fondatore del Woodcraft Folk, che era stata pubblicata nel 1951 col titolo 'Giovane arrabbiato' ('Angry young man').
Con il tempo ha mutato il suo significato ed è diventato un cliché, usato più in generale per riferirsi ai giovani che criticano fortemente le istituzioni politiche e sociali.

## John Osborne
Il commediografo John Osborne era l'esempio archetipo, e la sua commedia più significativa Ricorda con rabbia (1956) attirò l'attenzione per uno stile di dramma che contrastava fortemente con i lavori raffinati e interpretati di Terence Rattigan che sono stati alla moda. The Entertainer (1957) di Osborne gli diede la fama, diventando un film con Laurence Olivier.

## Definizione dell'atteggiamento
Il loro punto di vista politico era radicale, alle volte anche anarchico, ed essi descrivono l'alienazione sociale di diversi tipi. Spesso esprimevano anche i loro punti di vista critici sulla società come totalità, criticando certi comportamenti o gruppi in diversi modi. In televisione, i loro scritti erano spesso espressi in commedie in serie antologiche di drammi come Armchair Theatre (ITV, 1956-68) e The Wednesday Play (BBC, 1964-70); questo porta a una confusione con la categoria di kitchen sink drama dei primi anni '60 del 1900.

## Definizioni per raggruppamenti
Come motto, il termine fu applicato a un gruppo grande ed incoerentemente definito tale, e fu respinto da molti degli scrittori ai quali era applicato; vedi per esempio "Answer to a Letter from Joe" di John Wain (Essays on Literature and Ideas, 1963).  Alcuni commentatori, seguendo l'editore Tom Maschler, che pubblicò una collezione di saggi letterari politici dagli "Arrabbiati" (Declaration, 1957), li divideva in due gruppi:
1. La New University Wits (un'espressione data da William Van O'Connor nei suoi studi nel 1963 study The New University Wits and the End of Modernism), Oxbridge accontenta male chi esplora il contrasto tra il loro privilegio dell'università della classe sociale più alta e l'educazione della classe media.  Essi erano Kingsley Amis, Philip Larkin, e John Wain, ognuno dei quali era anche parte del circolo poetico conosciuto come Il Movimento.
2. Scrittori per lo più di origine della classe sociale più bassa che avevano aspirazioni politiche ed economiche. Alcuni di questi erano di sinistra e altri erano di destra.  Essi comprendevano John Osborne (la cui commedia Ricorda con rabbia è il testo base degli "Arrabbiati"), Harold Pinter, John Braine, e Alan Sillitoe.  William Cooper, il primo modello dei giovani arrabbiati, benché sia stato educato a Cambridge era uno scrittore "provinciale" nella sua franchezza e nel suo materiale ed è incluso in questo gruppo.
3. Un piccolo gruppo di giovani filosofi esistenzialisti guidati da Colin Wilson e inclusi anche Stuart Holroyd e Bill Hopkins.

## Correnti trasversali dei tardi anni '50
Le amicizie, le rivalità, e riconoscimenti di comuni scopi letterari all'interno di ognuno dei tre gruppi potrebbero essere intense (la relazione tra Amis e Larkin è considerata una delle più grandi amicizie letterarie del XX secolo). Ma gli scrittori in ogni gruppo tendevano a vedere gli altri gruppi con smarrimento e incomprensione. Gli osservatori e i critici non potevano trovare nessun filo comune tra tutti loro. Erano contemporanei per età. Non appartenevano ne alla classe sociale più alta, ne erano i protetti di un circolo letterario esistente. Fu essenzialmente un "movimento" maschile. Shelagh Delaney, l'autore di A Taste of Honey (1958), era descritta come una "giovane donna arrabbiata" (vedi Arthur Marwick (1998) The Sixties).
La percezione di loro come estranei "arrabbiati" era uno dei punti di coerenza. Sentimenti di frustrazione e di esclusione dal centro e Establishment nacquero, come surrogati del senso comune per Freud e Sartre degli intellettuali. In una descrizione negativa, tendevano a evitare lo sperimentalismo radicale nel loro stile letterario; non erano moderni per la tecnica. 

## Usi successivi
Il termine è stato usato anche per riferirsi ai tre musicisti britannici della fine degli anni '70 e l'inizio degli anni '80 la cui musica portò il vetriolo del punk rock, ma non un proprio stile musicale: Elvis Costello, Graham Parker, e Joe Jackson.